# Solitary Man (canción)
«Solitary Man» es una canción escrita, interpretada y grabada originalmente por el cantautor estadounidense Neil Diamond en 1966. Está incluida en el álbum debut del artista, The Feel of Neil Diamond. Ha sido versionada por una gran cantidad de bandas y artistas como Billy Joe Royal, B.J. Thomas, Jay and the Americans, T. G. Sheppard, Gianni Morandi, The Sidewinders, Chris Isaak, Johnny Cash, Johnny Rivers, HIM, Crooked Fingers, Cliff Richard, Ólöf Arnalds, Theuns Jordaan y Farhad Mehrad.